# 155-та окрема механізована бригада (Україна)
155-та окрема механізована бригада імені Анни Київської (155 ОМБр) — механізоване з'єднання Сухопутних військ ЗСУ.
Бригада була створена на початку 2024 року. Восени того ж року військовослужбовці бригади проходили навчання у Франції та Польщі. У грудні бригада повернулася до України та вступила у бої під Покровськом. Етап формування і навчання бригади став предметом скандалу: стало відомо, що особовий склад бригади постійно змінювався, що негативно вплинуло на підготовку. Командування ЗСУ звинуватило в цьому командування бригади і замінило його одразу по поверненню в Україну.

## Історія
У травні 2024 року командувач Сухопутних військ ЗСУ Олександр Павлюк оголосив про створення 10 нових бригад. Того ж місяця була створена 155-та механізована бригада, але до вересня вона, в основному, існувала лише на папері. Forbes повідомляв, що ці 10 нових бригад складатимуться з 2000 осіб і що деякі з цих нових бригад будуть піхотними, а не механізованими.
З вересня 2024 року 2300 військових 155-ї бригади проходили військові навчання у Франції, а загальна кількість особового складу бригади мала становити 4500 осіб. Танкісти бригади навчалися в Польщі. Навчання фінансувалося Європейським Союзом, який на той час вже підготував 60 000 військовослужбовців. Франція повністю укомплектувала бригаду, зокрема бронетехнікою та артилерією: 18 самохідних гаубиць CAESAR, 18 бойових броньованих машин AMX-10 RC і 128 бронетранспортерів.
Бутусов згодом повідомив, що у Францію було направлено 1924 військовослужбовця, і організація процесу була низька. Початковий склад бригади ще в Україні відправили на поповнення інших військових частин, а на навчання за кордон відправили щойно мобілізованих. Так, досвід військової служби понад рік був лише у 51, досвід до року — у 459 військовослужбовців, а переважна більшість, 1414 людини, були тільки зараховані на службу і служили менше 2 місяців, близько 150 людей були направлені до Франції фактично прямо з ТЦК, навіть без проходження БЗВП. Через це у Франції втекли близько 50 військових бригади. За словами посадовця армії Франції, серед українців були дезертири, але їхня кількість була незначною відносно кількості тих, хто проходили підготовку.

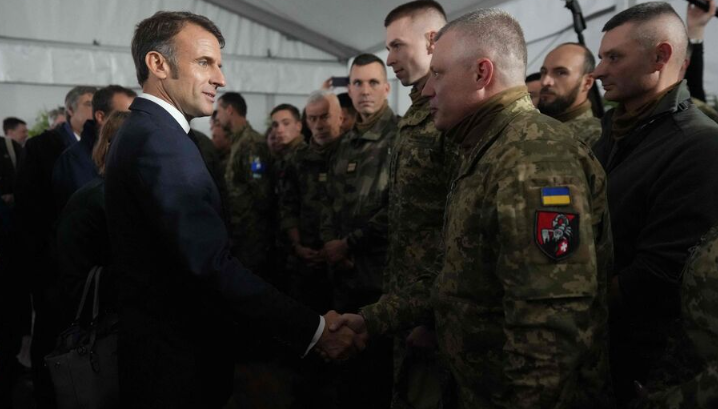
Президент Франції Емманюель Макрон під час відвідин бригади. 8 жовтня 2024

У листопаді 2024 року повідомлялося, що військовослужбовці бригади завершили навчання на території Франції.
З 15 листопада рядовий склад бригади почали повертати в Україну, штаб бригади прибув до України 30 листопада, В Україні на командування чекали ще 4 тисячі військовослужбовців у навчальному центрі, але командування ОК «Захід» та КСВ почало перекидати їх у район Покровська, не дочекавшись появи бригадного командування. За кілька днів після повернення Дмитра Рюмшина відсторонили від командування бригадою.
7 грудня 2024 року народна депутатка Мар'яна Безугла заявила, що після прибуття в Україну особовий склад бригади розділили між іншими бригадами та відправили на фронт без бойового злагодження. Вона сказала, що бригаду спіткала та ж доля, що й інші нові «бригади-зомбі» чи «паперові бригади», створені лише заради звітності. Після звільнення командира Дмитра Рюмшина вона написала, що у бригаді «панує хаос».
В грудні 2024 року повідомлялося що деякі підрозділи бригади беруть участь в утриманні позицій в населених пунктах Шевченко, і Новотроїцьке під Покровськом.
31 грудня 2024 року вийшла стаття головного редактора «Цензор.нет» Юрія Бутусова про стан справ у 155-й бригаді — створення бригади від «нуля» та вишкіл у Франції щойно мобілізованих людей без досвіду, що «названо піар-проєктом Зеленського». За формування та комплектування бригади відповідало Оперативне командування «Захід» з командувачем генералом Шведюком і начальником штабу полковником Селецьким, та командувач Сухопутних військ — генерал Павлюк. Це командування постійно змінювало особовий склад бригади: за 9 місяців, за словами журналіста, у 155-й бригаді змінилось 7 штатів. Бутусов сказав, що багато військовослужбовців бригади самовільно залишили частину, зокрема 50 військовослужбовців втекли ще у Франції, а 1700 військовослужбовців втекли з частини до того, як бригада зробила перший постріл. Зміна командування бригади, яке намагалося навести лад в цих обставинах, породило ще більший хаос. Так, комісія командування Сухопутних військ поклала відповідальність за втечу 50 військовослужбовців у Франції на командира бригади полковника Дмитра Рюмшина, який ніби-то не приділяв часу спілкуванню з особовим складом. За кілька днів після повернення до України його було знято з посади, разом з кількома офіцерами штабу та комбатом, і призначено нових командирів, які взагалі не мали ніякого розуміння щодо стану справ. Бутусов також написав, що таку погано підготовану бригаду перекинули в район Покровська із слабким забезпеченням: було мало дронів і засобів РЕБ, всі 120 мм мінометні міни виробництва підприємства Мінстратегпрому виявились бракованими. У цих умовах бригада зазнала суттєвих втрат. 29 грудня полковник Олександр Селецький помер від сердцевого нападу під час виконання службових обов'язків.
В січні 2025 року Державне бюро розслідувань розпочало розслідування за статтями про перевищення повноважень і дезертирство.
5 січня 2025 року стало відомо, що президент Зеленський взяв на контроль ситуацію з масовим дезертирством у бригаді.
7 січня 2025 року нещодавно призначений Командувач Сухопутних військ ЗСУ генерал-майор Михайло Драпатий сказав, що негативно ставиться до ситуації, і що це можна було виправити на місцях всіма рівнями управління: командирами і командувачами. За його словами, від впливу командуванням залежить успіх особового складу. Він зауважив, що наразі ведеться робота над покращенням командування. Наступного дня він написав про низку проблемних моментів, зокрема про управління, контроль, комплектування, планування і запізнілу реакцію вищого командування, а також що головний виклик, з яким стикнулася бригада — це низька ефективність та мотивація командирів середньої ланки, які безпосередньо керують людьми.
5 травня 2025 року стало відомо про затримання командира одного із батальйонів 155-ї бригади Святослава Шумського, який, за даними правоохоронців, вимагав із підлеглих «відкати» за нарахування їм фіктивних надбавок нібито за участь у боях на передовій. Командир бригади Тарас Максімов заявив про категоричне неприйняття корупції в бригаді.

## Оснащення

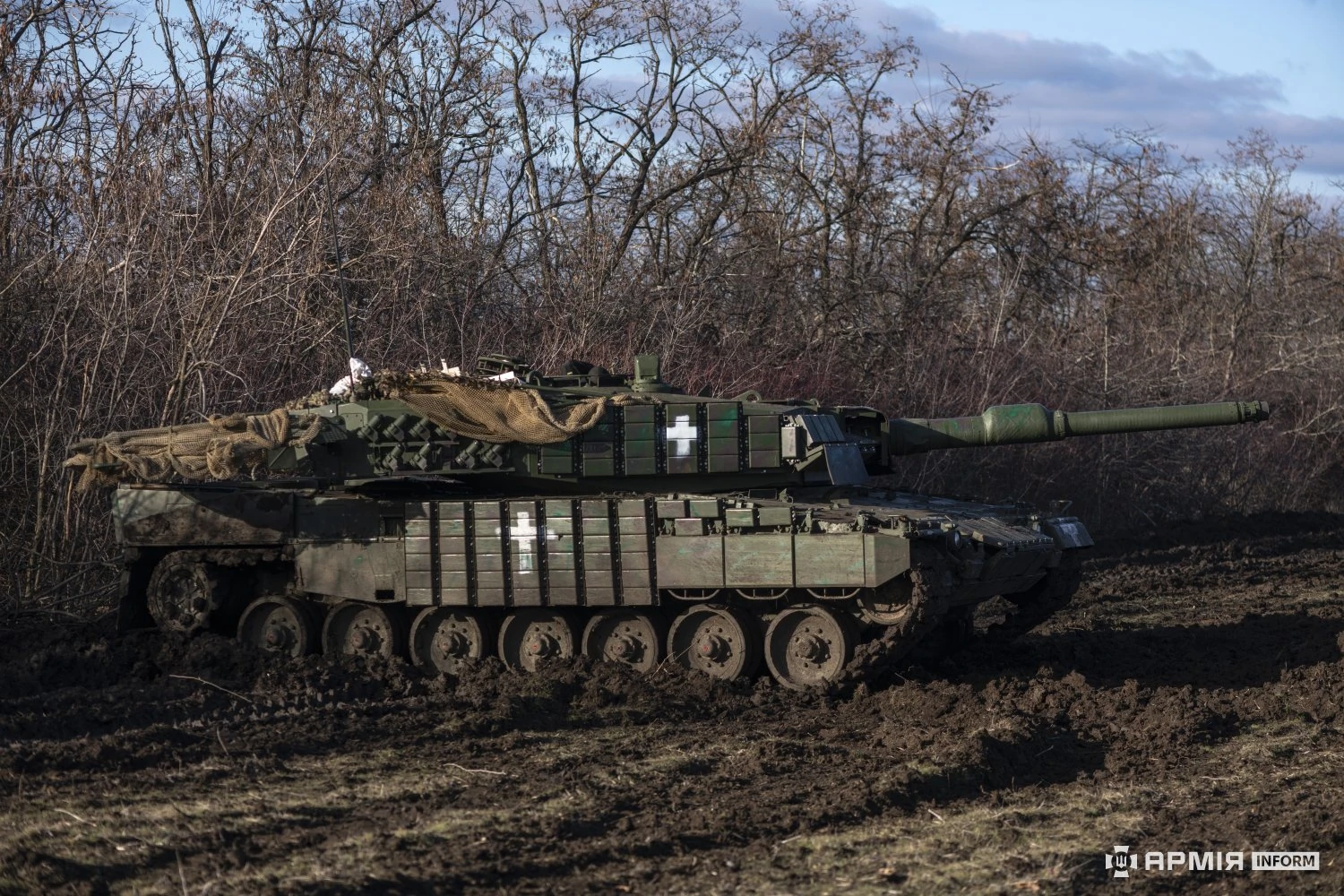
Leopard 2A4, обладнаний динамічним захистом «Контакт-1» на службі 155-ї бригади. Донеччина, 2025.

Бригада озброєна французькими бронетранспортерами VAB, танками Leopard 2, колісними танками AMX-10RC, самохідними гаубицями CAESAR, ПЗРК Mistral та ПТРК MILAN.

## Структура
- батальйон безпілотних систем Manticora[25][26][27][28]
- Рота РЕБ[29]

## Командування
- 05—12.2024: полковник Дмитро Рюмшин[30][9]
- з 12.2024: полковник Тарас Максімов[12]

## Втрати

### 2024
- 12 грудня 2024 — Тиліпський Віталій Романович, 05.01.1987, м. Львів.[31]
- 13 грудня 2024 — Масягін Дмитро Вікторович, 11.08.1990, м. Зміїв. Загинув в Покровському районі Донецької області.[32]
- 19 грудня 2024 — Мельник Сергій, 01.10.1997, м. Львів.[33]

### 2025
- 1 січня 2025 — Громоклицький Ігор. 12.10.1976, м. Донецьк.[34]
- 1 січня 2025 — Ситник Сергій Володимирович. 02.11.1979.[35]
- 9 січня 2025 — Борзенков Валерій. 52 роки, м. Городок. Загинув поблизу села Ясенове Донецької області.[36]
- 13 січня 2025 — Мужила Володимир. 50 років, с. Зимна Вода. Загинув на Покровському напрямку.[37]
- 19 січня 2025 — Юськів Михайло. 6.09.1985, м. Львів.[38]
- 3 лютого 2025 — Белей Володимир. 53 роки, м. Миколаїв Львівської області. Помер під час реабілітації.[39]
- 19 лютого 2025 — Струк Юрій. 9.01.1982, м. Івано-Франківськ.[40]
- 22 лютого 2025 — Німчук Сергій. 24.03.1981, с. Волинське, Херсонська область.[41]
- 25 лютого 2025 — Іванів Ярослав. 31.10.1992, м. Новий Розділ, Львівська область.[41]
- 8 березня 2025 — Шапошніков Андрій («Генерал»), старший сержант. 9.12.1976 , м. Запоріжжя.[42]
- 25 травня 2025 — Паращак Назарій. 24.07.1986, м. Львів[43]
- 28 липня 2025 - Дмитро Шумик, 29 років, командир взводу зв’язку стрілецького батальйону.[44]

## Традиції
Бригада була в основному навчена та оснащена Францією, тому вона носить ім'я «Анна Київська» на честь Анни Ярославни, дочки Ярослава Мудрого, яка вийшла заміж за короля Франції Генріха I у соборі Реймса, і стала королевою Франції в 1051—1060 роках.
Девіз бригади: «Вони не пройдуть!».
Український репер Артем Лоїк випустив марш 155 ОМБр ЗСУ

### Символіка
Неофіційний нарукавний знак 155 окремої піхотної бригади, що використовувався до квітня 2025 року мав червоно-чорний навскісно перетятий щит, на якому зображено срібного скорпіона та срібний лапчастий хрест, що відтворював сучасний герб Рівненської області.
У сучасній символіці бригади враховано її почесне найменування, франко-український зв'язок і особливості формування на французьких теренах. Також присутня зброя, як невід'ємний атрибут бойової бригади.

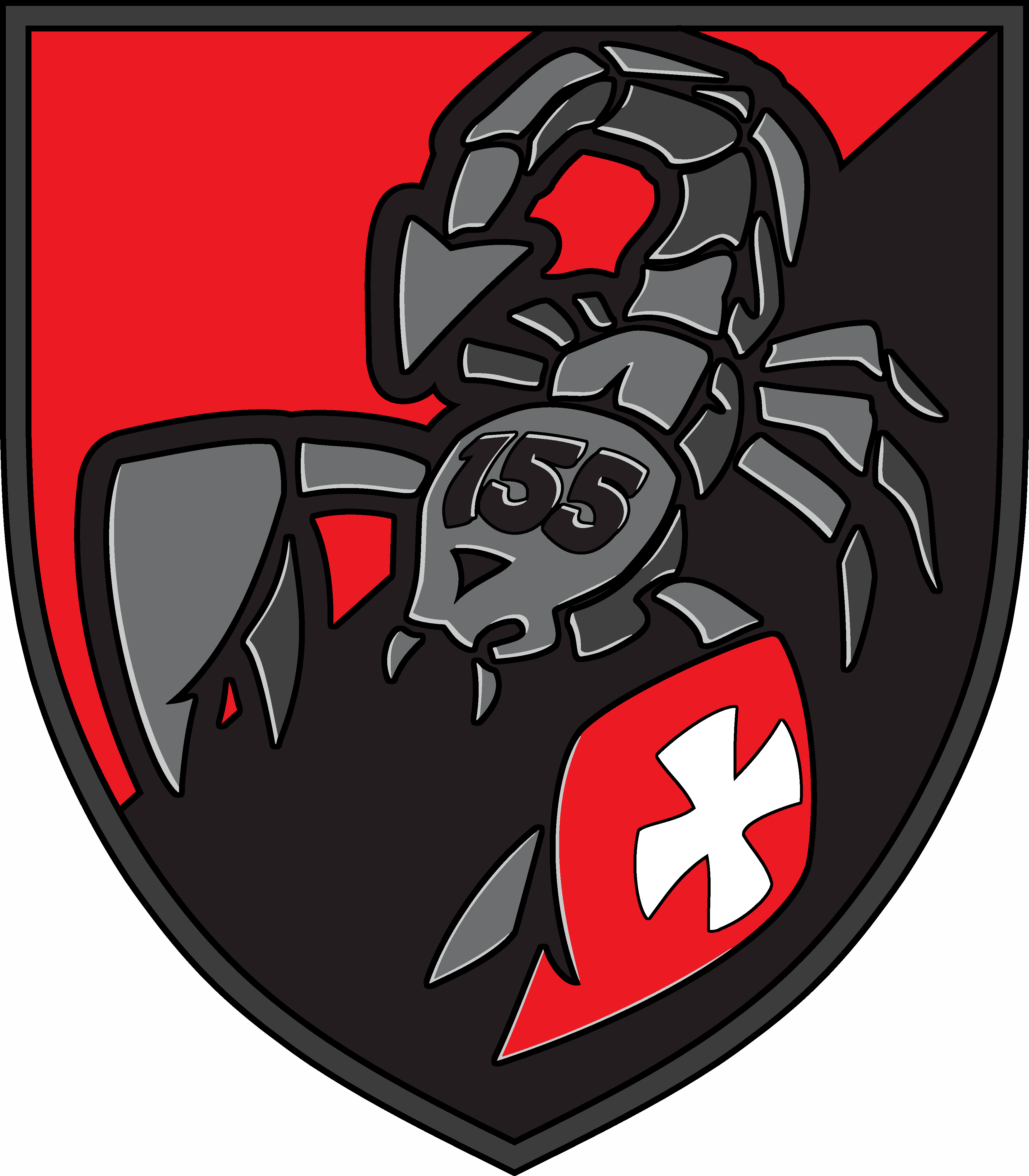
Неофіційний нарукавний знак (2024—2025)
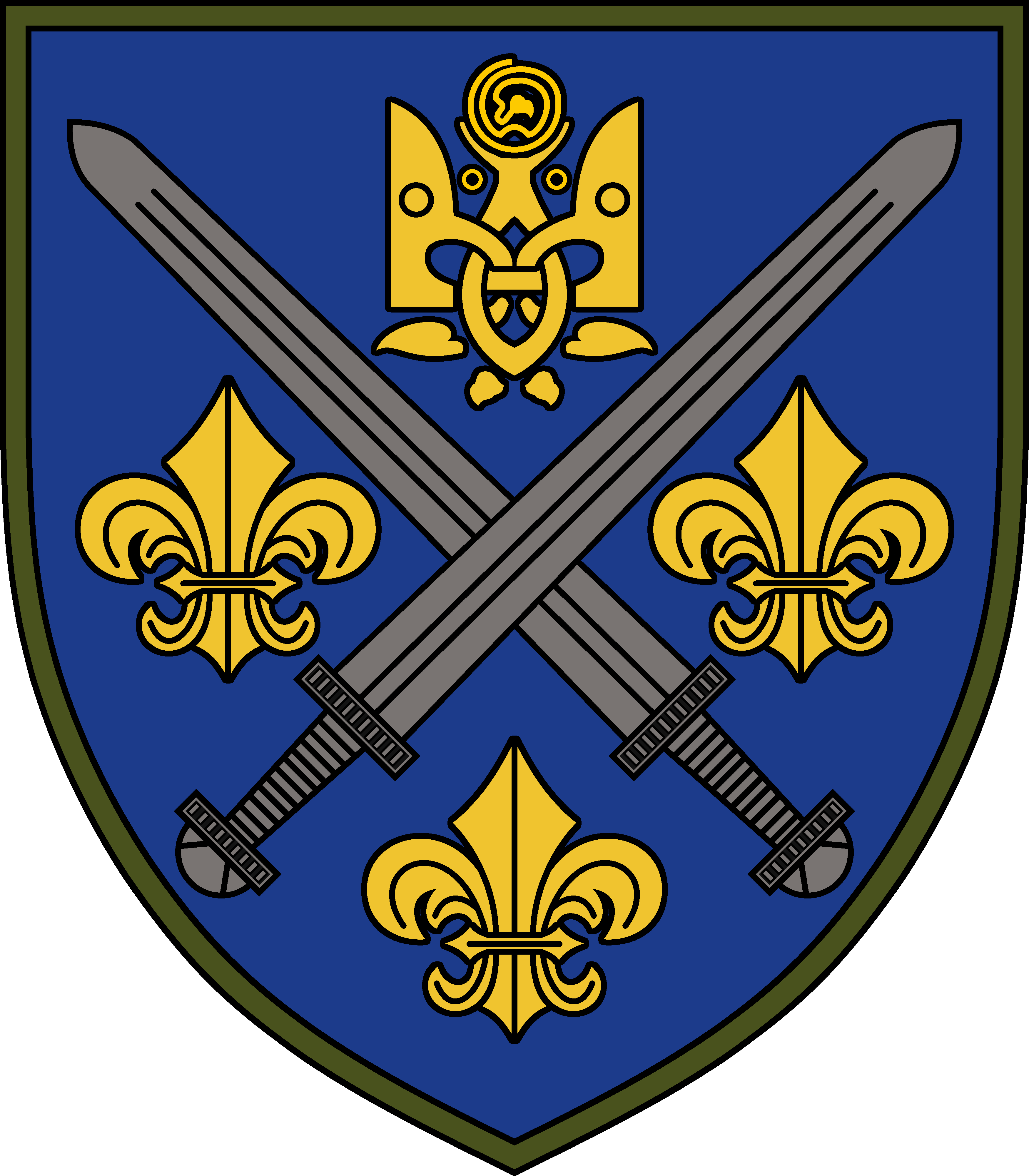
Нарукавний знак (з 2025)